# Le Cours de l'Empire
Le Cours de l’Empire (en anglais : The Course of Empire), également appelé Le Destin des Empires,, est une série de cinq tableaux, peints, de 1833 à 1836, par Thomas Cole, fondateur de la Hudson River School.
Elle est remarquable en partie parce qu'elle reflète les sentiments populaires américains de l'époque, où beaucoup voyaient le pastoralisme comme la phase idéale de la civilisation humaine, craignant que l'empire ne conduise à la gloutonnerie et à la décadence inévitable, « destin commun des nations ». Le thème des cycles est un thème sur lequel Cole est revenu fréquemment, comme dans sa série Le Voyage de la vie. Le Cours de l’Empire comprend les œuvres suivantes : Le Cours de l'Empire - L'État sauvage ; L'État arcadien ou pastoral ; La consommation de l'Empire ; La Destruction et La Désolation. Elles sont toutes des peintures à l'huile sur toile et mesurent 100 × 161 cm, sauf L'Apogée (La consommation de l'Empire) qui mesure 130 × 193 cm.
Thomas Cole s'est inspiré, pour cette œuvre, principalement d'un voyage de trois ans à travers l'Europe, au cours duquel il a vu d' innombrables peintures d'autres romantiques dans les musées, ainsi que des échanges artistiques cultivés et visité des ruines romaines en Italie. En particulier, cette preuve des cultures passées l'a fasciné et a influencé ses travaux ultérieurs, notamment Le Cours de l’Empire, dans le sens où il voulait montrer que tout empire, aussi puissant soit-il, s'effondrera un jour. Dans le même temps, le cycle illustre la peur de Cole de l’obsession croissante des États-Unis pour le progrès au détriment de la nature et reflète les idées religieuses, artistiques, scientifiques et sociopolitiques prédominantes dans la culture américaine des années 1830.
Le titre de la série de tableaux est inspiré du poème du XVIIIe siècle Verses on the Prospect of Planting Arts and Learning in America , que George Berkeley a écrit en 1726. Il y fait allusion à cinq étapes de la civilisation. La dernière strophe commence par la ligne « Vers l'ouest, le cours de l'empire prend son chemin » et prophétise que l'empire à venir naîtra en Amérique.

## Généralités

Gif représentant les cinq tableaux du Cours de l'Empire.

La série de tableaux dépeint la croissance et la chute d'une ville imaginaire, située à l'extrémité inférieure d'une vallée fluviale, près de sa rencontre avec une baie de la mer. La vallée est distinctement identifiable dans chacune des peintures, en partie grâce à un repère inhabituel : un gros rocher est situé au sommet d'une falaise surplombant la vallée. Certains critiques pensent que cela vise à contraster l'immuabilité de la terre avec la fugacité de l'homme.
Une source directe d'inspiration littéraire pour les peintures du Cours de l’Empire est Le Pèlerinage de Childe Harold de Lord Byron (1812-1818). Thomas Cole cite des lignes du Canto IV dans ses annonces de journaux pour la série :

« D'abord la liberté, puis la Gloire - quand cela échoue,
La richesse, le vice, la corruption... »

Thomas Cole conçoit ses peintures durant son voyage en Europe. Elles sont commanditées à son retour par le collectionneur et mécène new-yorkais Luman Reed (en). Elles sont conçues pour qu'elles soient exposées en évidence dans la galerie de peinture, au troisième étage du manoir de son mécène, au 13 Greenwich Street, à New York
. La disposition est faite selon le schéma d'installation de Cole. La série est, par la suite, acquise par la New-York Historical Society, en 1858, comme don de la New-York Gallery of Fine Arts.
La série de peintures est réalisée alors que la destinée manifeste bat son plein, propulsant toute une génération d'intellectuels américains dans une réflexion sur le développement du nouveau continent. Le Cours de l'Empire est une critique en cinq étapes du libéralisme, et vante les valeurs de paix naturelle du pastoralisme.

## Le Cours de l’Empire

### L'État sauvage ou Le Début de l'Empire

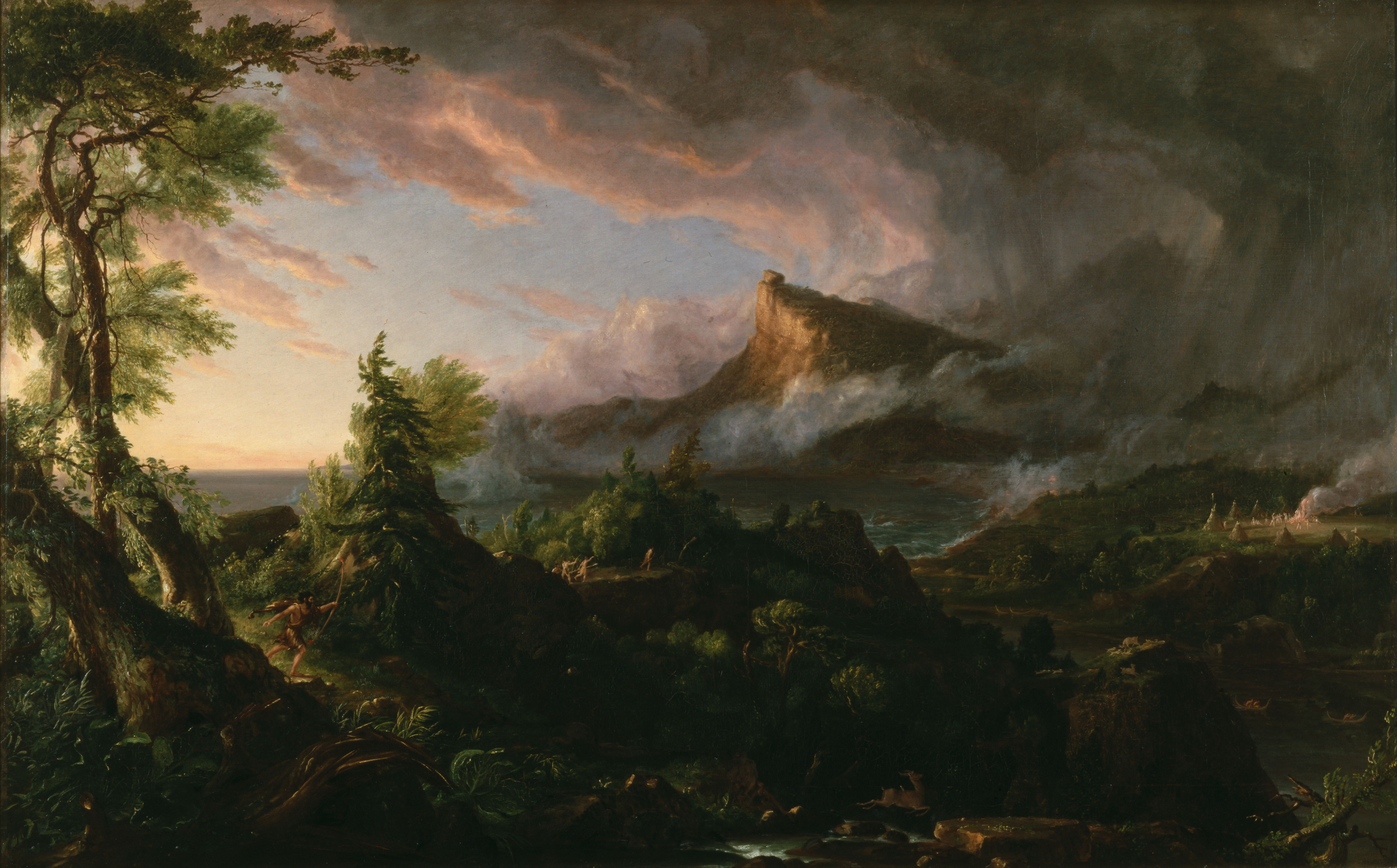
L'État sauvage (1836) (titre original : The Course of Empire : The Savage State) (Peinture à l'huile :
.)

Le premier tableau, L'État sauvage, montre la vallée depuis la rive opposée au rocher, dans la faible lumière d'un jour d'orage naissant. Les nuages et la brume enveloppent une grande partie du paysage lointain, laissant entrevoir un avenir incertain. Un chasseur vêtu de peaux se hâte dans la nature, poursuivant un cerf en fuite ; des canoës remontent la rivière ; sur la rive opposée, on peut voir une clairière avec un groupe de tipis autour d'un feu, le noyau de la future ville. Les références visuelles sont celles de la vie des Amérindiens. Ce tableau dépeint l'état idéal du monde naturel. Il s'agit d'un monde sain, inchangé par l'humanité.

#### Description de Thomas Cole
« Le numéro 1, que l'on peut appeler l'État sauvage ou le début de l'empire, représente un paysage sauvage de rochers, de montagnes, de bois et d'une baie de l'océan. Le soleil se lève sur la mer, et les nuages orageux de la nuit se dissipent devant ses rayons. Sur le côté le plus éloigné de la baie s'élève une colline escarpée, couronnée par un rocher isolé singulier, qui, pour le navigateur, serait une marque de terre saisissante.
Comme la même localité est représentée dans chaque image de la série, ce rocher l'identifie, bien que la situation de l'observateur varie dans les différentes images. La chasse étant l'occupation la plus caractéristique de la vie sauvage, on voit au premier plan un homme vêtu de peaux, à la poursuite d'un cerf qui, frappé par sa flèche, se dirige vers un cours d'eau. Sur les rochers du milieu, on peut voir des sauvages, avec des chiens, à la poursuite d'un cerf.
Sur l'eau, on peut voir plusieurs canoës et, sur le promontoire, plusieurs huttes et un certain nombre de figures dansant autour d'un feu. Sur cette image, nous avons les premiers rudiments de la société. Les hommes sont regroupés pour s'entraider dans la course-poursuite, etc. Les arts utiles ont commencé dans la construction de canoës, de huttes et d'armes. Deux des beaux-arts, la musique et la poésie, ont leurs germes, comme on peut le supposer, dans le chant qui accompagne généralement la danse des sauvages. L'empire s'affirme, bien que de façon limitée, sur la mer, la terre et le règne animal. La saison représentée est le printemps. »

### L'État arcadien ou pastoral

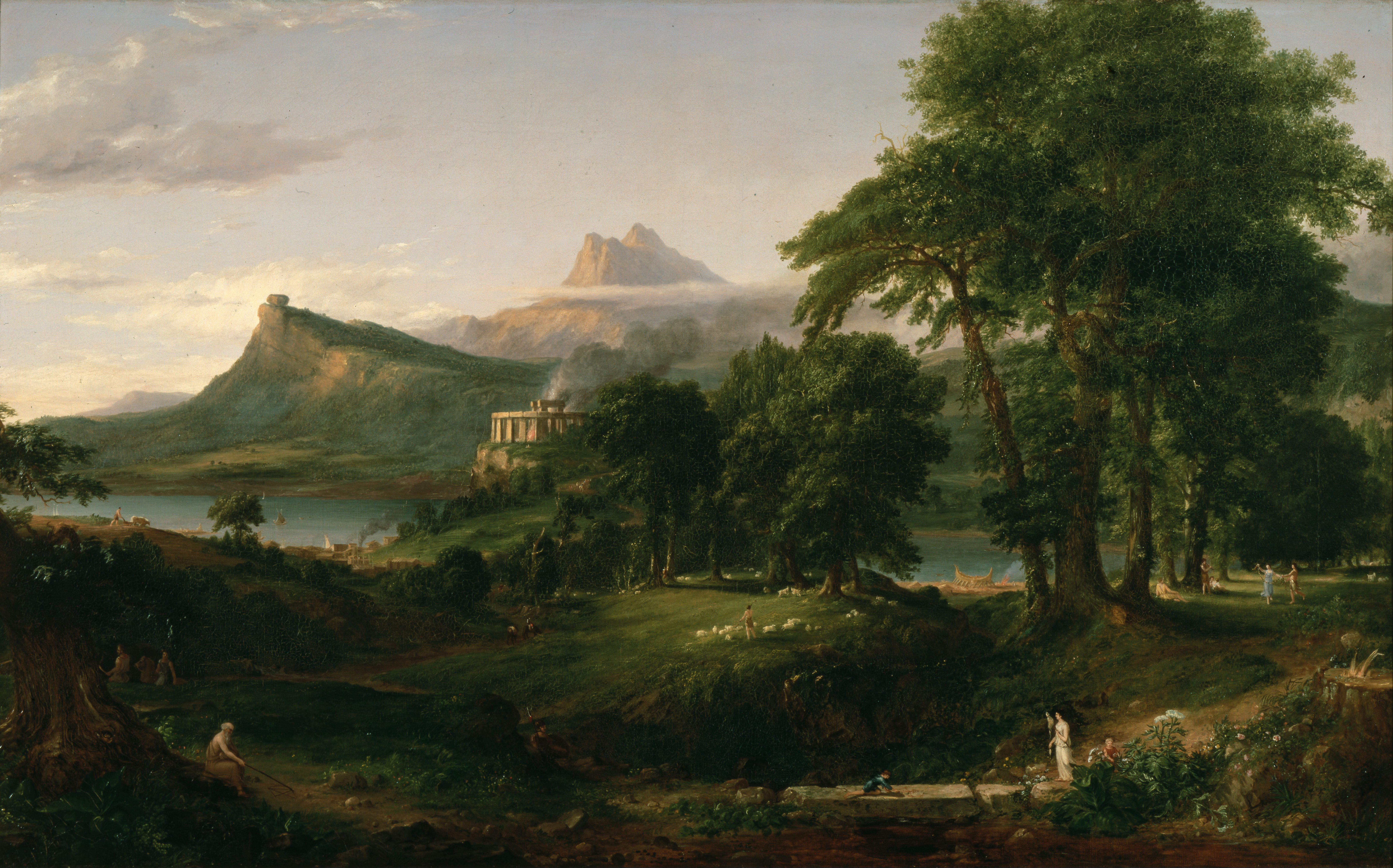
L'État arcadien (1836) (titre original : The Course of Empire : The Arcadian or Pastoral State) (Peinture à l'huile :
.)

Dans le second tableau, L'État arcadien ou pastoral, le ciel s'est dégagé et nous sommes dans la fraîcheur du matin d'une journée de printemps ou d'été. La perspective s'est déplacée plus loin dans la rivière, car le rocher se trouve maintenant sur le côté gauche du tableau ; un pic fourchu est visible au-delà. Une grande partie de la nature sauvage a cédé la place à des terres cultivées et à l'agriculture, avec des champs labourés et des pelouses visibles. Diverses activités se déroulent en arrière-plan : labourage, construction de bateaux, élevage de moutons, danse ; au premier plan, un vieil homme esquisse ce qui pourrait être un problème géométrique avec un bâton. Un temple mégalithique a été construit sur une falaise de la rive proche de la rivière, et de la fumée (vraisemblablement issue de sacrifices) s'en dégage. Les images reflètent une Grèce archaïque idéalisée et pré-urbaine. Cette œuvre montre une humanité en paix avec la terre. L'environnement a été altéré, mais pas au point de mettre en danger l'humanité ou ses habitants. Pourtant, la construction du navire de guerre et la mère soucieuse qui regarde son enfant dessiner un soldat, annoncent les ambitions impériales naissantes.

#### Description de Thomas Cole
« Le numéro 2 : l'État simple ou arcadien, représente la scène après des âges passés. L'évolution progressive de la société a modifié son aspect. Le "non-traqué et l'impoli" ont été apprivoisés et adoucis. Les bergers gardent leurs troupeaux, le laboureur, avec ses bœufs, retourne la terre, et le commerce commence à déployer ses ailes. Un village se développe sur le rivage et, au sommet d'une colline, un temple grossier a été érigé, d'où monte maintenant la fumée du sacrifice. Au premier plan, à gauche, est assis un vieil homme qui, en décrivant des lignes dans le sable, semble avoir fait une découverte géométrique. À droite de l'image, une femme avec une quenouille, sur le point de traverser un pont de pierre grossier. Sur la pierre se trouve un garçon, qui semble faire un dessin d'un homme avec une épée, et en remontant la route, on voit en partie un soldat. Sous les arbres, au-delà de la figure féminine, on peut voir un groupe de paysans ; certains dansent, tandis que l'un d'entre eux joue de la flute. Sur cette image, on voit l'agriculture, le commerce et la religion. Dans le vieil homme qui décrit la figure mathématique - dans la tentative grossière du garçon en dessin - dans la figure féminine avec la quenouille - dans le récipient sur les souches, et dans le temple primitif sur la colline, il est évident que les arts utiles, les beaux-arts, et les sciences, ont fait des progrès considérables. La scène est censée être vue quelques heures après le lever du soleil, et au début de l'été. »

### L'Apogée

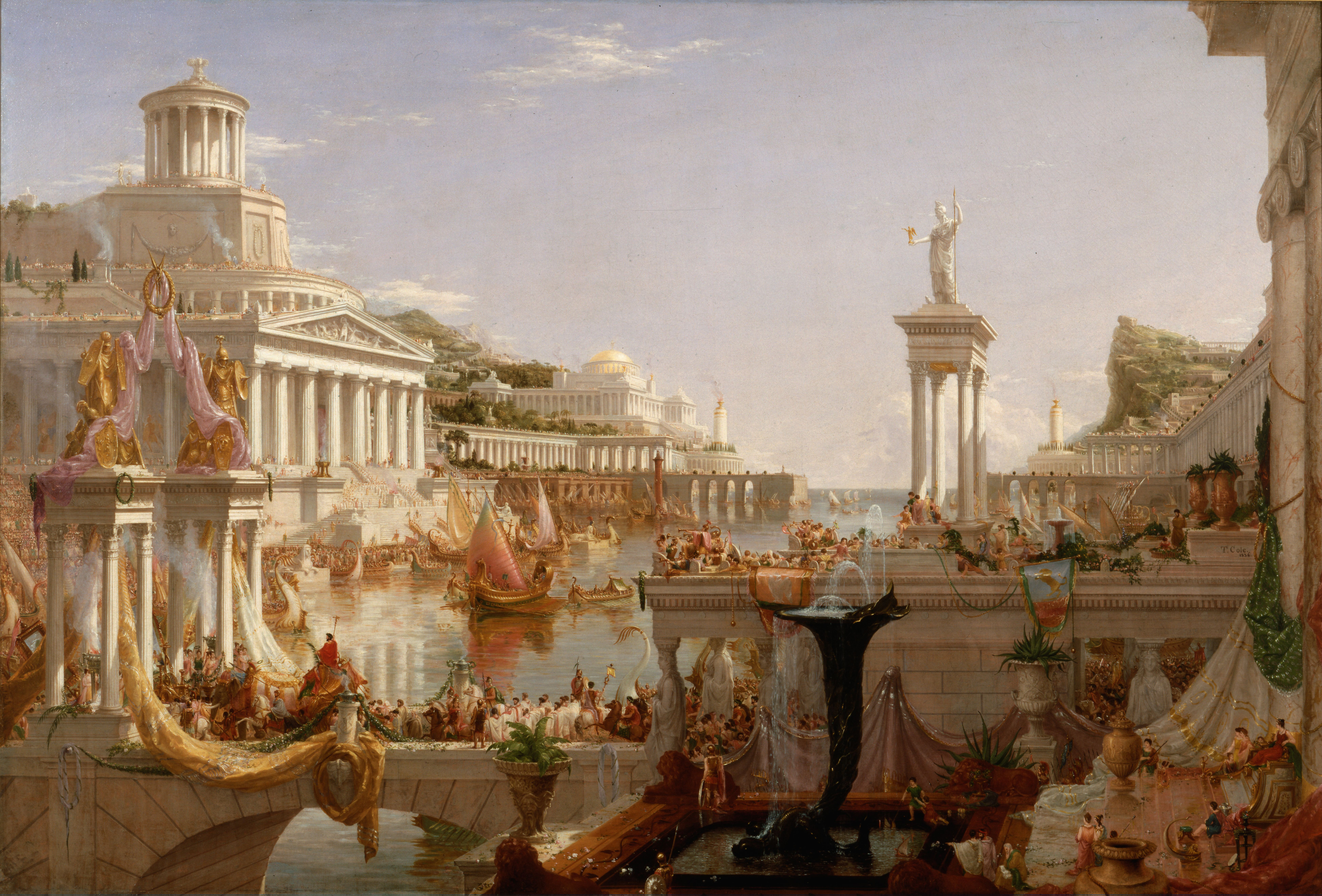
L'Apogée (La consommation) (1836) (titre original : The Consummation of Empire) (Peinture à l'huile :
,.)

Le troisième tableau, L'Apogée ou La consommation de l'Empire, déplace le point de vue sur la rive opposée, à peu près à l'endroit de la clairière dans le premier tableau. C'est le midi d'une glorieuse journée d'été. Les deux côtés de la vallée fluviale sont maintenant couverts de structures de marbre à colonnades, dont les marches descendent dans l'eau. Le temple mégalithique semble avoir été transformé en une énorme structure en forme de dôme dominant la rive. L'embouchure de la rivière est gardée par deux phares et des navires à voiles latines sortent vers la mer. Une foule joyeuse se rassemble sur les balcons et les terrasses alors qu'un roi en habit d'écarlate ou un général victorieux traverse un pont reliant les deux rives du cours d'eau dans une procession triomphale. Au premier plan, une fontaine élaborée jaillit. L'aspect du tableau suggère l'apogée de la Rome antique. La décadence que l'on voit dans chaque détail de ce paysage urbain préfigure la chute inévitable de cette puissante civilisation.

#### Description de Thomas Cole
« Dans le tableau n°3, nous supposons que d'autres siècles sont passés, et que le vulgaire village est devenu une ville magnifique. La partie vue occupe les deux côtés de la baie, que l'observateur a maintenant traversée. Elle a été transformée en un port spacieux, à l'entrée duquel, vers la mer, se trouvent deux phares. De l'eau, de chaque main, s'élèvent des piles d'architecture - temples, colonnades et dômes. C'est un jour de réjouissance. Une procession triomphale se déplace sur le pont près du premier plan. Le conquérant, vêtu de pourpre, est monté dans un char tiré par un éléphant, et entouré de prisonniers à pied, et d'un nombreux train de gardes, de sénateurs, etc. - des images et des trésors d'or sont portés devant lui. Il s'apprête à passer sous l'arc de triomphe, tandis que des jeunes filles jonchent les fleurs autour de lui. Des festons de draperies gaies sont suspendus aux colonnes groupées. Des trophées dorés scintillent au soleil, et de l'encens s'élève des censeurs d'argent. Le port est animé par de nombreux navires - galères de guerre, et barques aux voiles de soie. Devant le temple dorique sur la gauche, la fumée de l'encens et de l'autel s'élève, et une multitude de prêtres en robe blanche se tiennent autour sur les marches de marbre. La statue de Minerve, une statue de la victoire à la main, se dresse au-dessus du bâtiment des Cariatides, sur un piédestal à colonnes, près duquel se trouve une bande avec des trompettes, des cymbales, etc. Sur la droite, près d'une fontaine de bronze et à l'ombre de hauts bâtiments, se trouve un personnage impérial qui regarde le cortège, entouré de ses enfants, de ses accompagnateurs et de son gardien. Dans cette scène est représenté le sommet de la gloire humaine. L'architecture, les ornements, etc., montrent que la richesse, le pouvoir, le savoir et le goût ont travaillé ensemble et ont accompli le plus haut des exploits humains et de l'empire. Comme l'indiquerait la fête du triomphe, l'homme a conquis l'homme - les nations ont été soumises. Cette scène est représentée vers le milieu de la journée, au début de l'automne. »

### La Destruction

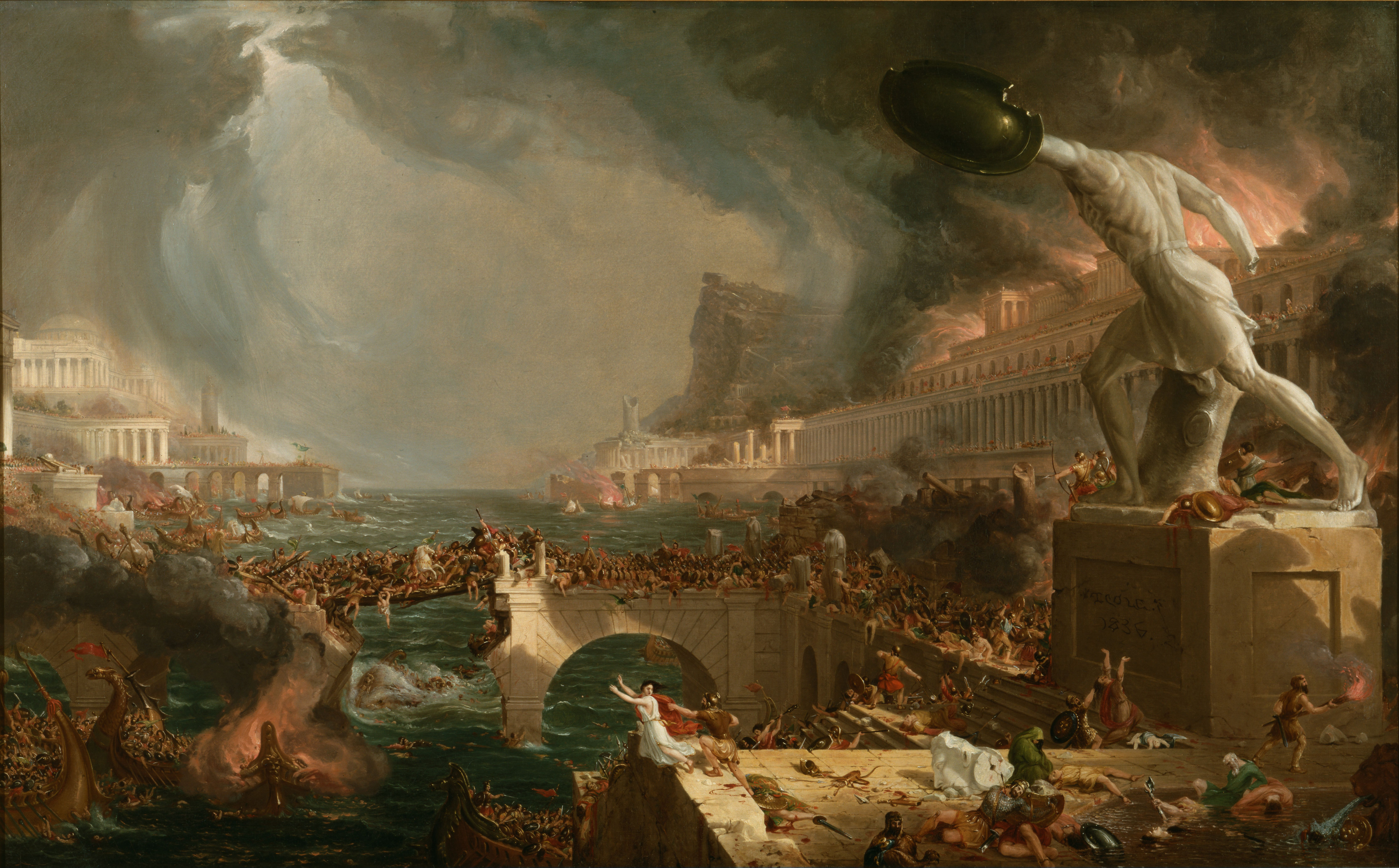
La Destruction (1836) (titre original : The Course of Empire : Destruction) (Peinture à l'huile :
.

Le quatrième tableau, La Destruction, a presque la même perspective que le troisième, bien que l'artiste ait pris un peu de recul pour permettre une scène plus large de l'action, et se soit déplacé presque au centre de la rivière. L'action est le sac et la destruction de la ville, au cours d'une tempête vue de loin. Il semble qu'une flotte de guerriers ennemis ait fait tomber les défenses de la ville, remonté la rivière, et s'emploie à saccager la ville, à tuer ses habitants et à violer les femmes. Le pont que le cortège triomphal avait traversé est brisé ; une traversée de fortune s'effectue sous le poids des soldats et des réfugiés. Des colonnes sont brisées, et le feu se propage depuis les étages supérieurs d'un palais sur la rive de la rivière.
Au premier plan, une statue d'un vénérable héros (qui pose comme le Gladiateur Borghèse) se tient sans tête, avançant toujours à grands pas vers un avenir incertain. Dans la lumière déclinante de la fin de l'après-midi, les morts reposent là où ils sont tombés, dans des fontaines et au sommet des monuments construits pour célébrer la richesse de la civilisation désormais déchue. La scène est peut-être suggérée par le sac de Rome en 455, par les Vandales.
D'autre part, un détail dans la partie inférieure droite de La consommation de l'Empire montre deux enfants, peut-être des frères, en train de se battre, l'un vêtu de rouge et l'autre de vert - les couleurs des bannières des deux forces en lice dans La destruction, qui pourraient ainsi dépeindre une guerre civile annoncée. Les enfants, devenus des hommes, sont montrés, l'un ayant finalement triomphé de l'autre, mais apparemment en contemplation du lourd tribut payé. Dans le tableau, les bannières rouges et vertes se trouvent de part et d'autre de la rivière, les bannières vertes se trouvant principalement du côté du temple et les bannières rouges du côté du palais, montrant peut-être la guerre toujours en cours entre le traditionalisme et le modernisme.

#### Description de Thomas Cole
« N° 4 : L'image représente l'État vicieux, ou l'État de destruction. Des siècles peuvent avoir passé depuis la scène de gloire - bien que le déclin des nations soit généralement plus rapide que leur essor. Le luxe s'est affaibli et s'est avili. Un ennemi sauvage est entré dans la ville. Une tempête féroce fait rage. Les murs et les colonnades ont été renversés. Les temples et les palais brûlent. Une arche du pont, sur lequel passait le cortège triomphal, a été abattue, et les piliers brisés, les ruines des machines de guerre et le pont provisoire qui a été jeté par-dessus, indiquent que c'est le théâtre d'une lutte acharnée.
À présent, une mêlée se bat sur le pont étroit, dont l'insécurité rend le conflit doublement redoutable. Les chevaux et les hommes sont précipités dans les eaux écumantes en dessous ; les galères de guerre se disputent : un navire est en flammes, et un autre coule sous la proue d'un ennemi supérieur. Dans la partie la plus éloignée du port, les navires en lutte sont écrasés par les vagues furieuses, et certains brûlent. Le long des remparts, parmi les Cariatides en ruines, la lutte est féroce ; et les combattants se battent au milieu de la fumée et des flammes des édifices prostrés. Au premier plan, plusieurs morts et mourants ; certains corps sont tombés dans le bassin d'une fontaine, teintant les eaux de leur sang. On voit une femme assise en désespoir de cause sur le cadavre de son fils, et une jeune femme qui échappe à l'emprise d'un soldat en sautant par-dessus le rempart ; un autre soldat traîne une femme par les cheveux le long des marches qui font partie du piédestal d'une statue colossale mutilée, dont la tête brisée repose sur le trottoir en contrebas. Un ennemi barbare et destructeur conquiert et saccage la ville. La description de cette image est peut-être inutile ; le carnage et la destruction en sont les éléments. »

### La Désolation

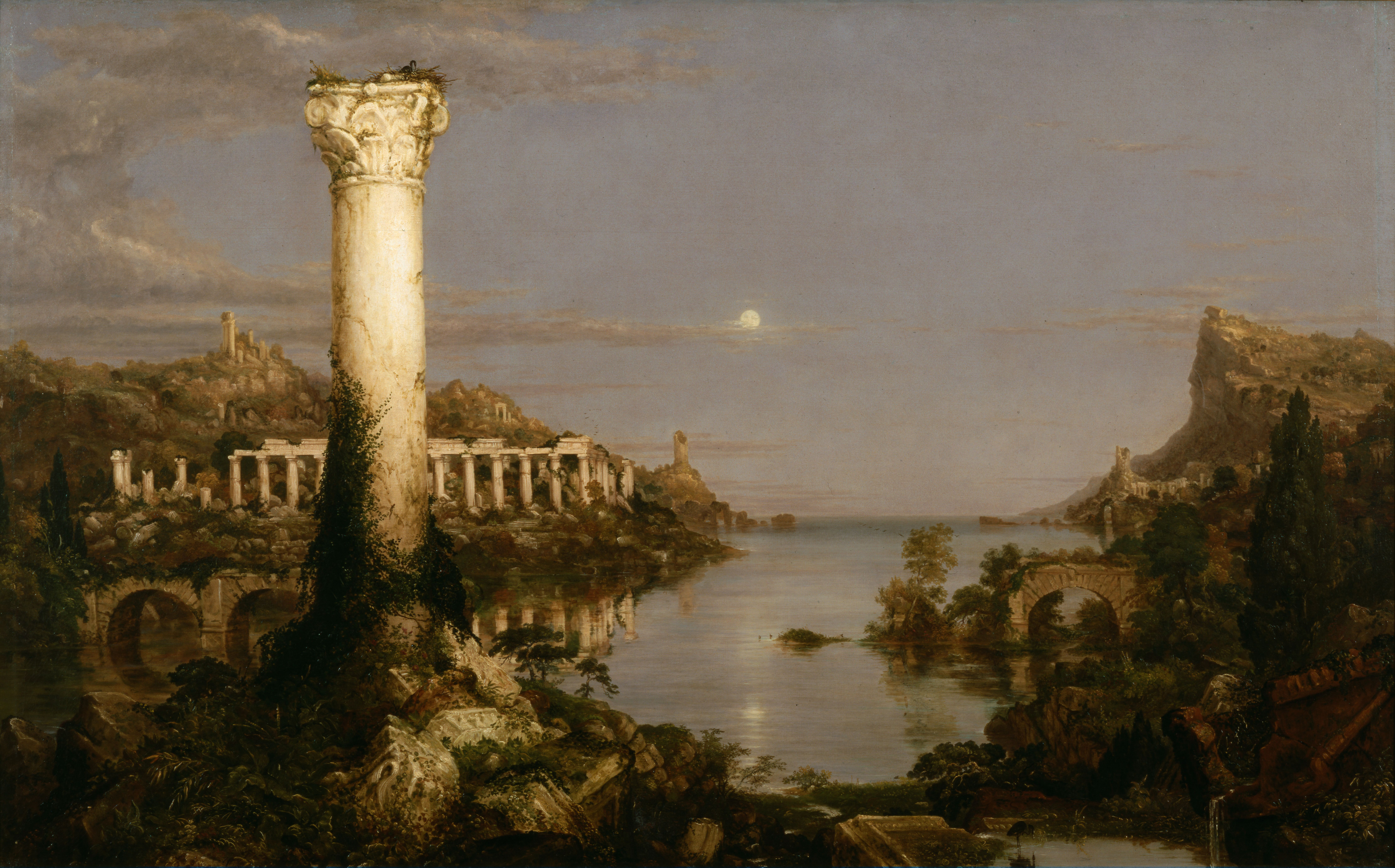
La Désolation (1836) (titre original : The Course of Empire : Desolation) (Peinture à l'huile :
.

Le cinquième tableau, La Désolation, montre les résultats des décennies plus tard. Nous voyons les restes de la ville dans la lumière vive d'un jour de mort. Le paysage a commencé à revenir à l'état sauvage et on ne voit plus d'humains ; mais les vestiges de leur architecture émergent de sous un manteau d'arbres, de lierre et d'autres broussailles. Les souches cassés des phares apparaissent en arrière-plan. Les arches du pont brisé et les colonnes du temple sont encore visibles ; une seule colonne se dessine au premier plan, désormais lieu de nidification des oiseaux. Le lever de soleil du premier tableau est ici reflété par un lever de lune, une lumière pâle se reflétant dans la rivière en ruine, tandis que le pilier debout reflète les derniers rayons du soleil couchant. Ce tableau lugubre suggère comment tous les empires pourraient être après leur chute. Il s'agit d'un avenir possible difficile dans lequel l'humanité a été détruite par sa propre main.

#### Description de Thomas Cole
« Le cinquième tableau est la scène de la Désolation. Le soleil vient de se coucher, la lune monte dans le ciel crépusculaire au-dessus de l'océan, près de l'endroit où le soleil s'est levé dans la première image. La lumière du jour s'éteint, et les ombres du soir volent au-dessus des ruines brisées et couvertes de lierre de cette ville autrefois fière. Une colonne solitaire se dresse près de l'avant-plan, sur le Capitole duquel, illuminé par les derniers rayons du soleil disparu, un héron a construit son nid. Le temple dorique et le pont triomphal sont encore reconnaissables parmi les ruines. Mais, bien que l'homme et ses œuvres aient péri, le promontoire escarpé, avec son rocher isolé, s'élève toujours contre le ciel, imperturbable, inchangé. La violence et le temps ont fait s'effondrer les œuvres de l'homme, et l'art se résorbe à nouveau dans la nature élémentaire. Le magnifique spectacle est passé - le grondement de la bataille a cessé - la multitude a sombré dans la poussière - l'empire est éteint. »